# Баллиет, Штефан
Стефан Баллиет (также Штефан Баллиет; нем. Stephan Balliet) — немецкий преступник, неонацист. В 2019 году убил 2 человек при нападении на синагогу в городе Галле.

## Биография

### Жизнь до нападения
Баллиет родился, 10 января 1992 года и вырос в регионе Германии - Саксония-Анхальт. Научился обращаться с оружием во время службы в немецких вооруженных силах. В возрасте 22 лет он изучал «молекулярный и структурный дизайн продукта» в течение одного года, а затем в течение одного года химию в Университете Галле.

### Теракт
Баллиет объявил о своих планах на имиджборде под названием Meguca, которая была закрыта вскоре после стрельбы. Meguca была имиджбордом для общего обсуждения, описанным как «слабо связанным» с аниме-дискуссионным форумом 4chan. Der Spiegel описал эти доски как места, где пользователи «могут погрузиться в картинки и циничные шутки и анонимно публиковать ультрарадикальные взгляды», включая женоненавистнический, исламофобский и антисемитский контент. На Meguca Баллиет написал, что в последние годы он делал оружие своими руками с помощью 3D-принтера и что любой желающий мог наблюдать за ним в «живом тесте» по ссылке на его прямую трансляцию.
Нападение на синагогу в Галле случилось 9 октября 2019 года, где Баллиет убил 2 человек. Задержан Баллиет был в тот же день. 
Федеральные следователи заявили, что у Баллиета «почти наверняка были крайне правые мотивы для преступления». Сравнения проводились между этой стрельбой и стрельбой в мечети Крайстчерча , где стрелок транслировал свои собственные атаки в прямом эфире на Facebook. Вечером федеральный министр внутренних дел Хорст Зеехофер сказал, что это было «как минимум» антисемитское нападение. Федеральные следователи назвали нападение крайне правым и антисемитским терроризмом.

### Суд
Суд прошёл 28 июля 2020 года, где Баллиет был приговорён к пожизненному заключению.